# Bosso
Bosso – miasto w Nigrze, w regionie Diffa, w departamencie Diffa.